# 仲田侑仁
仲田 侑仁（なかだ ゆうと、2005年7月31日 - ）は、沖縄県那覇市出身のプロ野球選手（内野手）。右投右打。広島東洋カープ所属。

## 経歴

### プロ入り前
小学校2年生の時に泊ファイトクラブで野球を始め、中学時代は硬式野球のクラブチームである浦添ボーイズでプレーしていた。
沖縄尚学高等学校では4番打者を務め、3年春の第95回記念選抜高等学校野球大会に出場。大垣日大との初戦で決勝点となる満塁本塁打を放った。東海大菅生との3回戦では相手エース日當直喜から2安打を記録したが、走塁ミスなどもあり完封負けを喫した。同年夏の第105回全国高等学校野球選手権大会にも出場。大会前の練習で右太もも裏の肉離れを起こし万全の状態ではない中で、痛み止めやテーピングなどで対処して強行出場した。チームはベスト8に進出し、慶應との準々決勝では先制の2点本塁打を放ったが、その後逆転負けを喫した。
2023年10月26日に開催されたドラフト会議にて、広島東洋カープから4位指名を受け、11月27日に契約金3500万円、年俸500万円で入団に合意した（金額は推定）。背番号は58。

### プロ入り後
2024年、シーズン終盤に一軍昇格を果たすと、10月5日のヤクルト戦では球団史上初となる高卒1年目で「4番・一塁手」としてプロ初出場初先発を飾った。その後、4回裏の第2打席で奥川恭伸から左前へプロ初安打を記録した。

## 選手としての特徴
クセのないスイングから放つ長打力と得点圏での勝負強さが光る右の大砲候補。
50m走のタイム6秒7、遠投85mを記録。

## 詳細情報

### 年度別打撃成績
| 年 度     | 球 団     | 試 合 | 打 席 | 打 数 | 得 点 | 安 打 | 二 塁 打 | 三 塁 打 | 本 塁 打 | 塁 打 | 打 点 | 盗 塁 | 盗 塁 死 | 犠 打 | 犠 飛 | 四 球 | 敬 遠 | 死 球 | 三 振 | 併 殺 打 | 打 率 | 出 塁 率 | 長 打 率 | O P S |
| --------- | --------- | ----- | ----- | ----- | ----- | ----- | -------- | -------- | -------- | ----- | ----- | ----- | -------- | ----- | ----- | ----- | ----- | ----- | ----- | -------- | ----- | -------- | -------- | ----- |
| 2024      | 広島      | 1     | 4     | 4     | 0     | 1     | 0        | 0        | 0        | 1     | 0     | 0     | 0        | 0     | 0     | 0     | 0     | 0     | 1     | 0        | .250  | .250     | .250     | .500  |
| 通算：1年 | 通算：1年 | 1     | 4     | 4     | 0     | 1     | 0        | 0        | 0        | 1     | 0     | 0     | 0        | 0     | 0     | 0     | 0     | 0     | 1     | 0        | .250  | .250     | .250     | .500  |

- 2024年度シーズン終了時

### 年度別守備成績
| 年 度 | 球 団 | 一塁  | 一塁  | 一塁  | 一塁  | 一塁  | 一塁     |
| 年 度 | 球 団 | 試 合 | 刺 殺 | 補 殺 | 失 策 | 併 殺 | 守 備 率 |
| ----- | ----- | ----- | ----- | ----- | ----- | ----- | -------- |
| 2024  | 広島  | 1     | 8     | 0     | 0     | 0     | 1.000    |
| 通算  | 通算  | 1     | 8     | 0     | 0     | 0     | 1.000    |

- 2024年度シーズン終了時

### 記録
初記録
- 初出場・初先発出場：2024年10月5日、対東京ヤクルトスワローズ25回戦（MAZDA Zoom-Zoom スタジアム広島）、4番・一塁手で先発出場[13]
- 初打席：同上、2回裏に山野太一から空振り三振[13]
- 初安打：同上、4回裏に奥川恭伸から左前安打[13]

その他の記録
- 高卒新人が4番で先発出場：球団初[13]

### 背番号
- 58（2024年 - ）